# كاكيتشي ميتسوكوري
كاكيتشي ميتسوكوري ((باليابانية: 箕作 佳吉)، مولود في 15 يناير 1857 - توفي في 16 سبتمبر 1909) هو عالم حيوان ياباني. وُلِدَ كاكيتشي في إيدو، وانتقل في سنة 1873 إلى الولايات المتحدة للدراسة في جامعة ييل، إذ نال درجة الدكتوراة منها سنة 1879 ومن جامعة جونز هوبكينز سنة 1883. عُيِّن كاكتيشي أستاذاً في كلية العلوم بجامعة طوكيو سنة 1882، ومستشاراً لها في سنة 1893، وبعدها بثلاث سنوات ترأَّس هيئة لضبط التجارة بفراء الفقمة، ووقع معاهدة مع الولايات المتحدة وبريطانيا العظمى بالنيابة عن اليابان. ودعاهُ في سنة 1897 معهد لويل في بوسطن لإلقاء محاضرات عن الحياة الاجتماعية في اليابان (وترجمت هذه المحاضرات إلى الفرنسية في سنة 1922)، وعُيِّن عميداً لكلية العلوم في جامعة طوكيو في سنة 1901. اشتغل كاكيتشي ميتسوكوري في نهاية حياته بمنصب إدارية، فكان من أهمّ علماء الحيوان في اليابان وكذلك من أكثر الشخصيات المؤثرة في المجتمع الياباني. ومن أهمّ ما نشره مجموعة أوراق أكاديمية عن أجنة السلاحف، نشرها بين سنتي 1886 و1896، وهو معروفٌ أيضاً لأنه جلبَ نموذجاً نوعياً للقرش العفريت إلى أكاديمية كاليفورنيا للعلوم، وقد كُرِّمَ على هذا المعروف بأن سُمِّي جنس القرش العفريت تيمناً به (وبالصياد ألان أوستون)، وهو الاسم العلمي  Mitsukurina ownstonii.